# Xavier Rubert de Ventós
Francesc Xavier Rubert de Ventós (ur. 1 września 1939 w Barcelonie, zm. 28 stycznia 2023 tamże) – hiszpański i kataloński polityk, filozof oraz pisarz, poseł do Kongresu Deputowanych, od 1986 do 1994 eurodeputowany II i III kadencji.

## Życiorys
W 1961 ukończył studia prawnicze na Uniwersytecie Barcelońskim, kształcił się też w zakresie filozofii na Uniwersytecie Complutense w Madrycie pod kierunkiem José Luisa Lópeza Arangurena. W 1965 na uczelni w Barcelonie uzyskał doktorat na podstawie pracy poświęconej estetyce abstrakcji, specjalizował się m.in. w zakresie estetyki, etyki, filozofii kultury i polityki. Został nauczycielem akademickim na macierzystej uczelni oraz na Uniwersytecie Autonomicznym w Barcelonie i Uniwersytecie Technicznym Katalonii w tym mieście; na ostatniej z tych uczelni od 1974 kierował katedrą estetyki w ramach szkoły architektonicznej. Pracował też na uczelniach w Stanach Zjednoczonych (Uniwersytecie w Cincinnati, Uniwersytecie Harvarda, Uniwersytecie Kalifornijskim w Berkeley) oraz w Meksyku i Caracas. Od lat 60. działał w opozycyjnym Front Obrer de Catalunya, w 1975 wyemigrował z przyczyn politycznych do Francji (wskutek czego utracił zatrudnienie jako wykładowca). W 1976 był jednym z założycieli Col·legi de Filosofia, grupy zajmującej się organizacją debat i konferencji filozoficznych. Należał też do organizacji akademickiej New York Institute for the Humanities. Był autorem licznych publikacji naukowych, a także literatury pięknej, esejów, tekstów publicystycznych i wspomnieniowych dotyczących m.in. Katalonii, niepodległości i polityki; zajmował się też tłumaczeniem książek.
Zaangażował się w działalność polityczną w ramach Partii Socjalistów Katalonii. W 1982 wybrano go na posła do Kongresu Deputowanych. Od 1 stycznia 1986 do 5 lipca 1987 był posłem do Parlamentu Europejskiego w ramach delegacji krajowej, uzyskiwał wybór do PE w wyborach powszechnych w 1987 i 1989. Przystąpił do frakcji socjalistycznej, należał m.in. do Komisji ds. Rozwoju i Współpracy oraz Komisji ds. Kultury, Młodzieży, Edukacji i Środków Masowego Przekazu. Po 1994 powrócił do działalności naukowej i pisarskiej.
Wyróżniony m.in. Krzyżem św. Jerzego (1999), a także licznymi nagrodami literackimi (m.in. miasta Barcelony).

## Życie prywatne
Był żonaty, miał dwoje dzieci, w tym artystę Gina Ruberta.